# Государственный переворот в Бирме (1962)
Государственный переворот в Бирме — военный переворот, осуществлённый 2 марта 1962 года бирманской армией во главе с её главнокомандующим генералом Не Вином. Переворот положил конец развитию страны по пути парламентской демократии и стал исходной точкой процесса построения бирманского социализма и 26-летнего правления Не Вина и его армейского окружения.

## Причины переворота
С момента получения независимости от Великобритании в 1948 году Бирманский союз столкнулся с серьёзными внутренними проблемами — прежде всего, с непрекращающейся гражданской войной и сепаратистскими движениями в национальных районах. К началу 1960-х годов всевозможные попытки найти выход из военно-политического и экономического тупика не дали удовлетворительных результатов. Призванное к власти премьер-министром У Ну военное правительство генерала Не Вина (1958—1960) чрезвычайными мерами стабилизировало ситуацию, но после всеобщих выборов и возвращения У Ну к власти ситуация продолжила ухудшаться. В этих условиях в начале 1962 года командование бирманской армии приняло решение взять на себя всю полноту власти.
Среди непосредственных причин переворота 2 марта 1962 года можно выделить четыре группы проблем:
1. Конституционный кризис, связанный с центробежными силами, усилением сепаратистских настроений и повстанческого движения в национальных штатах,
2. Ухудшение экономической ситуации;
3. Обострение межрелигиозных противоречий после объявления буддизма государственной религией;
4. Намерение У Ну уйти в отставку, ставшее катализатором ожесточённой борьбы между группировками «традиционалистов» (такинов) и «модернистов» (у-бо) в правящей Союзной партии[1].

С 1955 года командование армии во главе с Не Вином обращало внимание правительства на опасное положение в стране, на отсутствие экономических достижений, неуправляемость и коррупцию. Однако на практике премьер-министр У Ну зачастую применял буддийский принцип «всеобщей любви» (метта), избегал жёстких мер и на призывы армии не реагировал. Недоверие между вооруженными силами и правительством Бирманского Союза нарастало. У Ну пытался опираться на силы полиции, однако ослабить армию в условиях гражданской войны не мог. После того как в 1961 году были отправлены в отставку бригадные генералы Маун Маун и Аун Шве, обладавшие влиянием в армии, Не Вин и его соратники периода гражданской войны уже не встречали противодействия в вооружённых силах. Перед ними открывался путь к власти. .

## Канун
25 февраля 1962 года в Рангуне открылся Национальный семинар по вопросам федерализма, на котором было продолжено обсуждение проблем единства страны, начатое ещё в 1961 году. На семинаре шанские лидеры во главе с первым президентом Бирмы Сао Шве Тэйком, заручившись поддержкой представителей других национальных областей, выступили за преобразование Бирманского Союза в федерацию. Вопрос был поставлен довольно прямо: либо расширение автономий княжеств, либо их вооружённое выступление против правительства Рангуна. Премьер У Ну понимал, что это станет шагом к распаду страны по национальному признаку, однако кроме призывов решить всё миром, «по-семейному», противопоставить шанскому ультиматуму ничего не смог. Он уговаривал князей не спешить, сетуя на то, что перед страной стоит «16 000 проблем» и потребуется не меньше 20 лет для их решения. Уговоры ничего не дали — на 2 марта 1962 года, день завершения работы семинара, было назначено провозглашение федералистской декларации.
В четверг, 1 марта 1962 года вступило в силу постановление правительства о национализации торговли импортными товарами, что было ударом по части бирманских торговцев и резко увеличивало оппозицию У Ну. Внимание наблюдателей было занято ожиданиями ответов со стороны кабинета на федералистское выступление и оппозиции на национализацию импортной торговли. Вооружённые силы Бирмы на ситуацию никак не реагировали. Вечером 1 марта главнокомандующий армией генерал Не Вин прибыл на концерт балетной труппы из Китайской Народной Республики. Он спокойно отсмотрел выступление, поднялся на сцену, чтобы пожать руки артистам, вышел из театра и автомобиль увёз его куда-то по ночному Рангуну.

## Ночь на 2 марта
Около полуночи, когда столица Бирмы уже спала, армейские подразделения при поддержке бронемашин стали без лишнего шума занимать стратегические объекты города. Никакого сопротивления встречено не было: армия полностью подчинялась Не Вину, а полиция, на которую надеялся У Ну, сделала вид, что ничего не происходит и продолжила работать в штатном режиме. С 02:00 до 04:00 ночи на пятницу пехотные патрули, сопровождаемые офицерами военной разведки MIS арестовали премьер-министра У Ну, президента  Вин Маунга, председателя Верховного Суда, пять ключевых министров правящего кабинета и около 30 князей штатов Шан и Кая, участников семинара по федерализму, обвинённых в «заговоре феодалов». Всего в ходе ночных облав было арестовано около 50 руководителей правительства и правящей Союзной партии.

## Первая жертва
Переворот 2 марта 1962 года прошёл бы совершенно бескровно, если бы не смерть принца Сао Мье Тэйк. Как считается, причиной этой смерти была полученная армией ложная информация о том, что на вилле бывшего президента Бирмы и лидера шанских федералистов князя Сао Шве Тэйка сосредоточен отряд шанских боевиков и организован склад оружия. Ближе к 4 часам утра военные на бронемашинах окружили двухэтажную резиденцию Сао Шве Тэйка в Рангуне. Свет на вилле был отключен, после чего солдаты открыли огонь по окнам. Разбуженная стрельбой и звоном разбитых стёкол семья собралась в гостиной, после чего Сао Шве Тэйк в сопровождении своего сына Сао Цанга направился к выходу и сдался двум военным. Бывшего президента посадили в машину и увезли. Ни отряда сепаратистов, ни склада оружия на вилле не нашли: Сао Шве Тэйк владел только двумя подарочными пистолетами, подаренными правительством Чехословакии, но они были заперты в буфете в спальне президента. Представители армии обыскали весь дом, изъяли эти пистолеты, но кроме них и огромного количества буддистских священных книг, к удивлению представителей военной разведки, ничего не нашли.
Тем временем Сао Цанг вышел во двор виллы. В предрассветных сумерках он увидел своего младшего брата лежащего на траве в пижаме и с сувенирным копьём «нага» в руке. Семнадцатилетний принц Сао Мье Тэйк погиб от смертельного ранения в голову. Сао Цанг направился в отделение полиции в Янкине и заявил, что неизвестные в униформе проникли в дом и убили его брата. Было возбуждено дело по статье 302 Уголовного кодекса, полиция пришла обследовать место преступления, но заявила, что армия не дала возможности найти и допросить стрелявших солдат. Было установлено, что прицельный автоматный огонь был открыт за 30 метров до виллы, и предупреждающих выстрелов в воздух не было.
Революционный Совет выступил с разъяснением, в котором говорилось, что войска, выполняя поставленные задачи, встретили вооружённое сопротивление шанской охраны и были вынуждены открыть огонь в целях самозащиты, случайно убив одного из сыновей Сао Шве Тэйка. И по сей день остаётся неясным, что же произошло на самом деле. Родственники первого президента Бирмы склоняются к двум версиям:
1. Возможно Сао Мье, страдавший в ту ночь расстройством желудка и не успевший уснуть, услышал приближающихся солдат и, взяв на всякий случай копье, вышел посмотреть, в чём дело. Бывшие «на взводе» солдаты увидели его, запаниковали и открыли огонь.
2. Войска открыли огонь согласно заранее определённому плану, чтобы, используя фактор внезапности сломить сопротивление несуществующих боевиков, и Сао Мье стал случайной жертвой.
Более детального расследования проведено не было. После того, как в 1963 году семья бежала Таиланд, дом сгорел, а 9 акров земли, на которых он стоял, были конфискованы. На этой земле построили виллы генералы из окружения Не Вина
Официально переворот стал считаться «бескровным». Впрочем, оппозиция утверждала, что принц Сао Мье не был единственной жертвой — в те же дни шанский политик Соа Куа Сенг был задержан на контрольно-пропускном пункте у Таунджи (столица штата Шан) и бесследно исчез

## Военный режим Революционного совета
На рассвете 2 марта 1962 года Рангун, за исключением разбуженных стрельбой жителей кварталов близ виллы Сао Шве Тэйка, продолжал спать. Утром семь арестованных политиков, в том числе четыре министра, были выпущены на свободу. В 9 часов утра было официально объявлено, что армия и Революционный совет во главе с Не Вином контролируют положение в стране , а агентство Франс Пресс известило мир о том, что армия взяла власть в Бирме. Не Вин лично выступил на радио с заявлением, что «вооружённые силы взяли на себя ответственность и задачу обеспечения безопасности страны в связи с крайне ухудшившимися условиями в Союзе» и призвал всех спокойно заниматься своими делами.

В пришедший к власти Революционный совет вошли представители командования родами войск, командующие округами и офицеры Генштаба, в основном начавшие карьеру в 4-м стрелковом батальоне, которым когда то командовал Не Вин. Был объявлен состав Революционного правительства во главе с Не Вином, который также занял посты министра обороны, юстиции и финансов. Второй человек в Революционном совете бригадный генерал Аунг Джи стал министром промышленности и торговли. Остальные министерские посты заняли пять армейских офицеров. Единственным гражданским лицом в кабинете остался только министр иностранных дел У Ти Хан.
Тем не менее не он, а министр информации и культуры полковник Со Мьют выступил с внешнеполитическим заявлением о том, что курс страны не измениться и будет базироваться на трёх принципах: строгом нейтралитете, уважении принципов Устава ООН и сохранении дружественных отношений со всеми странами. В тот же день, 3 марта МИД Бирмы направил МИД СССР ноту по вопросам внешней политике. 7 марта было сообщено, что Советский Союз направил ответную ноту, в которой выразил готовность поддерживать и развивать дружбу и сотрудничество с Бирмой.
4 марта Не Вин встретился с представителями крупнейших политических организаций и выступил с заявлением, в котором говорилось, что Революционный совет восстановит порядок, снизит цены на товары, будет строить социализм и выступать против империализма. В заявлении от 7 марта Революционный совет разъяснял причины переворота. Основной из них была названа опасность распада Бирмы. День 2 марта, когда федералисты должны были выступить со своей декларацией и Бирманский Союз встал бы на грань распада, не оставил бы серьёзных шансов на восстановление национального единства. Поэтому армия опередила события и взяла власть в свои руки, спасая страну. В тот же день Революционный совет временно отказался от иностранной помощи, так как Бирма, по его мнению, «получила более, чем может использовать».
Теперь действие конституции 1947 года было приостановлено, парламент распущен, принятый У Ну в августе 1961 года закон, объявлявший буддизм государственной религией, отменён (при этом Не Вин стал подчёркивать свою приверженность буддизму). Революционный совет ликвидировал Государственные советы в автономиях и заменил их новыми во главе с военными. Была создана специальная система «комитетов управления и безопасности». Внешнеполитическая активность страны резко снизилась, по сравнению с её открытостью времён У Ну.
И. В. Можейко и А. Н. Узянов отмечали:
Первые документы и заявления нового правительства оставляли широкую возможность для толкования и никак не раскрывали ни целей Революционного совета, ни его будущей политики, поскольку с такого рода заявлениями выступали и предыдущие правительства Бирмы, в том числе и первое военное правительство в 1958 году.
Наблюдатели на Западе увидели в перевороте не больше, чем возврат к линии первого правительства Не Вина (1958—1960) и установление в Бирме сильной власти. Лояльно к новым властям отнеслось и большинство политических партий внутри страны, только повстанческое подполье и его легальные союзники восприняли переворот, как начало наступления на левые силы. В Советском Союзе так же не спешили с выводами о характере новой бирманской власти: заявления Не Вина о строительстве социализма могли быть восприняты, как продолжение традиционной социалистической риторики времён У Ну.

## Бирманский социализм
Перемены, осуществлённые новым правительством, оказались куда более радикальными, чем ожидалось. В конце апреля 1962 года была опубликована декларация «Бирманский путь к социализму», в июле Революционный советом была учреждена Партия бирманской социалистической программы, в 1963 году началась широкая национализация всех отраслей экономики. К концу 1960 годов в стране была установлена однопартийная система, кооперировано сельское хозяйство, развёрнуты масштабные социальные программы в области образования и здравоохранения. Очень вероятно, что не последнюю роль в таком выборе генерала Не Вина сыграли его поездки в СССР, переживавшим в те годы очевидный подъём. Н. А. Листопадов писал:
Генерал Не Вин и Н. С. Хрущев установили личные доверительные контакты. Весной 1961 г. Не Вин, который к тому времени уже не был главой правительства, а занимал пост главнокомандующего вооруженными силами, по личному приглашению Н. С. Хрущёва находился в СССР с 30 марта по 22 апреля.

Помимо Москвы, Не Вин побывал в Ленинграде, Киеве, Сочи, Ташкенте, Волгограде. Его пребывание в Советском Союзе совпало с первым полётом человека в космос. Глава бирманской делегации дал высокую оценку этому событию, а также советским достижениям в научно-технической области в целом. Прорыв СССР в космос, а также успешная индустриализация КНР послужили важными аргументами в пользу выбора Не Вином социалистической ориентации для Бирмы.

Социализм в мире в то время был на подъёме, выступал в качестве привлекательного образца для стран, освободившихся от колониальной зависимости.
Однако бирманский социализм не дал тех результатов, которые ждали Не Вин и его окружение. Огромные капиталовложения в промышленность и строительство множества промышленных объектов не дали серьёзного прироста производства, производство риса в стране упало, возник дефицит товаров, сопровождавшийся ростом цен. Целые национальные группы выехали за рубеж, изоляция страны усиливалась. Социалистическая пропаганда смещалась в сторону национализма: бирманцы провозглашались народом, внёсшим исключительный вклад в развитие «менее развитых» соседей. Бирманская пресса писала:
наш первый приоритет — в сохранении наших национальных ценностей, нашего достоинства и нашего культурного наследия. Следующий приоритет — стремление к материальному прогрессу и развитию, без нанесения ущерба нашему культурному наследию. Мы, конечно, никогда не предпочтём модернизацию, если она будет  ущемлять нашу культуру и мораль.
Не прекращалась кампания против иностранцев — «длинноносых» европейцев и «тёмных» индийцев, «аморальности» которых противопоставлялись добродетели бирманцев: «мы бедные — зато нравственные и чистые».
В СССР предпочитали отмежеваться от практики бирманского социализма. Здесь открыто говорили, что такой социализм далёк от марксизма, и тем самым оставляли все экономические и политические провалы Бирмы на совести её руководителей.